# 藤原敏博
| 藤原 敏博（ふじわら としひろ） | 藤原 敏博（ふじわら としひろ）                                            |
| ------------------------------ | ------------------------------------------------------------------------- |
|                                |                                                                           |
| 誕生                           | 1961年 -（63歳） 日本 山口県                                              |
| 職業                           | 医師、産婦人科専門医、生殖医療専門医、 日本産科婦人科内視鏡学会技術認定医 |
| 学歴                           | 東京大学医学部卒                                                          |

藤原 敏博（ふじわら としひろ、1961年 - ）は、日本の医師、医学博士。産婦人科専門医。生殖医療専門医。医療法人社団 鳳凰会 フェニックス アート クリニック院長。
著書に、「山王病院　不妊診療メソッド」（2013年5月発行・編集を担当）、「不妊のトリセツ～誰にも聞けない不妊治療のすべて～」（2018年11月発行）など。

## 略歴
- 東京大学医学部卒業、医学博士
- 山王病院リプロダクション・婦人科内視鏡治療センター・センター長
- 国際医療福祉大学 臨床医学研究センター 大学院教授
- 東京大学医学部附属病院女性診療科・産科講師・周産母子診療部IVFセンター長
- 医療法人社団 鳳凰会 フェニックス アート クリニック院長

## 経歴
- 東京大学医学部卒業後、1996年～1998年 米国・ハーバード大学マサチューセッツ総合病院へ留学。
- 2006年 東京大学 医学部附属病院 IVFセンター長。
- 2008年 順和会 山王病院リプロダクション・婦人科内視鏡治療センター長 兼 国際医療福祉大学大学院教授として10年間従事。不妊治療、特に婦人科疾患や難治症例で数多くの成功例を有する。
- 2014年から 体外受精における黄体補充に用いるプロゲステロン膣錠（商品名：ルティナス膣錠）の臨床試験の責任者（医学専門家）を務める。[2]
- 2018年　医療法人社団 鳳凰会 フェニックス アート クリニック（東京都渋谷区）にて院長に就任。
- 2018年　一般社団法人 日本不妊カウンセリング学会　理事長に就任。（[3]）

## 資格・役職
- 日本産科婦人科学会専門医・指導医
- 日本生殖医学会生殖医療専門医
- 日本産科婦人科内視鏡学会技術認定医〔腹腔鏡・子宮鏡〕
- 日本内視鏡外科学会技術認定医
- 日本生殖医学会　代議員
- 日本受精着床学会　理事
- 日本IVF学会　理事
- 日本産科婦人科内視鏡学会　評議員
- 日本卵子学会　評議員
- 日本不妊カウンセリング学会　理事長